# Karsten Dybvad
Karsten Dybvad Dalsjö (født 5. november 1956 i Gentofte) er en dansk økonom og tidligere embedsmand, der fra 2. oktober 2010 til 7. december 2018 var administrerende direktør i Dansk Industri. Han har tidligere været departementschef i Statsministeriet fra 2005-2010.
Efter endt studentereksamen begyndte Dybvad på geografistudiet på Københavns Universitet, men han skiftede hurtigt til økonomi og dimitterede som cand.polit. i 1985. Herefter kom han til Arbejderbevægelsens Erhvervsråd som økonom. I 1987 blev han økonom i LO, og i 1990 kontorchef og senere underdirektør i Bikuben Pension. Herefter blev en stilling som kontorchef i Finansministeriets budgetdepartement begyndelsen på en lang karriere som embedsmand i staten. Efter 'Finansen' rykkede han til Statsministeriet som departementsråd i 1995. I 1997-1998 var han atter tilbage i det private som administrerende direktør i Magistrenes Pensionskasse, men blev i 1998 direktør for Økonomistyrelsen. I 2000 blev han han departementschef i Trafikministeriet, i 2001 samme stilling i Finansministeriet, og i 2005 rykkede han til Statsministeriet, hvor han foruden at være departementschef også fik titel af statsrådssekretær. 
Under udnævnelsen til departementschef i Finansministeriet i 2001 beskyldte Anders Fogh Rasmussen (V) daværende finansminister Pia Gjellerup (S) for "kammerateri" og satte dermed Dybvad i partipolitisk forbindelse med Socialdemokraterne. Dybvads partipolitiske tilhørsforhold er senere blevet bekræftet. Trods sin tidligere udmelding ansatte Fogh Rasmussen selv Dybvad efter nogle år i Statsministeriet.
Dybvad er desuden næstformand for PensionDanmarks bestyrelse, medlem af Copenhagen Business Schools bestyrelse samt Board of Directors, bestyrelsesmedlem i Novo Nordisk Fonden og medlem af VL-gruppe 3.
I 2007 blev Dybvad kommandør af Dannebrogordenen. Han bærer også Nordstjerneordenen, Phønix Ordenen, Rio Branco Orden og Stara Planina Orden.
Dybvad overtog posten som bestyrelsesformand i Danske Bank efter den afgående formand Ole Andersen, der har været bestyrelsesformand siden 2011. Dybvad blev indstillet til posten af storaktionæren A. P. Møller Holding og blev valgt på en ekstraordinær generalforsamling. I løbet af 2020 blev Dybvad kritiseret for at modtage en lønforhøjelse på 44 pct svarende til 1,2 millioner DKK.